# Bang Jeong-hwan
Bang Jeong-hwan (9 de noviembre de 1899-23 de julio de 1931) fue un pionero de la literatura juvenil coreana y un activista por los derechos de la infancia que tuvo un papel primordial en la creación del Día de los niños en Corea.

## Biografía
Bang Jeong-hwan nació el 11 de noviembre de 1899 en Seúl, Corea. Se graduó de la escuela Posung y estudió Psicología y Literatura Infantil en la Universidad Toyo en Japón. Murió de un fallo renal el 23 de julio de 1931.

## Obra
Bang Jeong-hwan fue el padre de la literatura infantil en Corea. Fundó la revista literaria para niños Eorini, que se publicó desde 1923 hasta 1934, y ayudó a crear cuentos, canciones y juegos para niños como un género aparte. Las historias originales, adaptaciones y traducciones con las que contribuyó a la revista muestran el conocimiento que tenía del modo en que las dificultades de la vida pueden afectar a los niños y corromper su inocencia. Ricas en lecciones, estas obras reafirman el punto de vista de que el bien triunfará sobre el mal con el fin de restablecer la pureza infantil. Además de tales esfuerzos literarios, buscó siempre maneras de mejorar la vida de los niños de forma cultural y material. Organizó festivales de teatro y lectura en público como parte de un movimiento cultural dedicado a los niños y tuvo un papel primordial en la creación del Día del Niño en Corea, celebrado por primera vez el 1 de mayo de 1922. También inició varias organizaciones para los niños, incluida la Asociación Cheondogyo para Niños (Cheondogyo sonyeonhoe) y la Sociedad del Arcoiris (Saekdonghoe). Junto con Kim Gijeon y Lee Jeongho, se considera a Bang Jeong-hwan un defensor de los derechos de los niños en Corea.